# Норінськ
Но́рінськ (рос. Норинск) — селище у складі Приаргунського округу Забайкальського краю, Росія.

## Населення
Населення — 180 осіб (2010; 246 у 2002).
Національний склад (станом на 2002 рік):
- росіяни — 96 %